# Helgoländer Chronik (Erwin Weber)
Die Helgoländer Chronik beschreibt die Geschichte der Insel Helgoland.

## Beschreibung
Der Privatgelehrte Erwin Weber (* 8. März 1877 in Hamburg; † 3. März 1945 auf Helgoland) hat von 1925 bis zu seinem Tod, später auf der Insel unterstützt vom damaligen NSDAP-Ortsgruppenleiter Karl Meunier (Wissenschaftler an der Biologischen Anstalt Helgoland), maschinenschriftliche Abschriften von Quellen und Ausarbeitungen zur Geschichte Helgolands hergestellt. Die nationalsozialistische Tendenz fällt nur in wenigen Abschnitten auf.
Weber hatte Durchschläge der Typoskripte an Interessierte verkauft. Es ist nicht auszuschließen, dass so jeweils andere Zusammenstellungen entstanden.
Aus diesen Typoskripten wurden mehrfach Auswahlbände ohne editorische Berichte erstellt.

Erster Band der vollständigen Weber-Chronik aus der Helmut-Schmidt-Universität. Andere Exemplare der Huster-Kopie haben einen Halbgewebe- oder Ledereinband.

Sein Hauptwerk mit dem Titel Beiträge zur Geschichte der Insel Helgoland umfasst vier Bände (in fünf) für die Zeiträume
- 1584–1714, Die Zeit der Herzöge von Gottorp (pag. bis 452, insgesamt 469 Blätter),
- 1714–1807, Die dänische Periode (pag. bis 367, insgesamt 380 Bl.)
- 1807–1890, Die englische Kronkolonie (585 Bl.)
- 1890–1933, Helgoland in deutscher Zeit (369 Bl.).

Hier sind jeweils Chronologien von seiner Hand, Abhandlungen von ihm und anderen zu einzelnen Themen sowie viele Abschriften von Akten, heute meist im Landesarchiv Schleswig-Holstein, zu finden.
Paginiert wurden die Bände meist handschriftlich, die Paginierung ist in den ersten beiden Bänden nicht immer erhalten, Zusatzblätter bekamen eine mit einem a erweiterte Seitenzahl, alle Blätter sind nur einseitig beschrieben. Der dritte Band wurde oft in zwei Teilbänden gebunden. Weber gibt im ersten Band Quellen von 1938 und 1939 an, im dritten Band zitiert er für das Jahr 1841 eine Quelle von 1940 und im vierten Band den Tod des Kur-Kapellmeisters Warnke 1941, eine nachträgliche Kurzfassung von Band 3 ist nachweisbar, deshalb ist eine Datierung der Hauptbände auf die Jahre 1942–1943 plausibel.
Dazu kommen nach seiner Angabe im 1. Band, am Ende der Hinweise zu den Quellen der Helgolandforschung, noch vier Ergänzungswerke:
- Beiträge zur Geschichte des Schankwesens auf der Insel Helgoland im 17. Jahrhundert, insbesondere über den „Herrn Krug“ oder die „Schenke unten am Lande“
- Geschichte des Schulwesens von Rektor Erichsen, aus der Schulchronik
- Der Werdegang der Landeskasse und der Spar- und Leihkasse der Landgemeinde Helgoland
- Das Protokoll der Badeanstalt Aktiengesellschaft 1825–1872[3]

Zusätzlich ist noch eine Abschrift der Bolzendahlschen Chronik von ihm im Umlauf und eine Zusammenstellung zur Kirchengeschichte nachweisbar.
Vollständig sind seine Werke an keinem Ort vorhanden.
Anfang 1970 schenkte der Helgolandenthusiast und Verleger Herbert Huster eine von ihm erstellte vollständige Kopie der Hauptbände dem Niedersächsischen Landesarchiv in Stade,  andere an Privatpersonen, in der Helmut-Schmidt-Universität ist ein Exemplar dieser Kopien vorhanden – Quelle für die Beschreibung hier.
Später in den 1970er Jahren wurde ohne Herausgeber-Angaben eine nummerierte Kopienausgabe in Paperback mit hellrotem Deckel und schwarzem Rücken, ohne bibliographische Angaben, publiziert unter dem Titel Helgoländer Chronik:

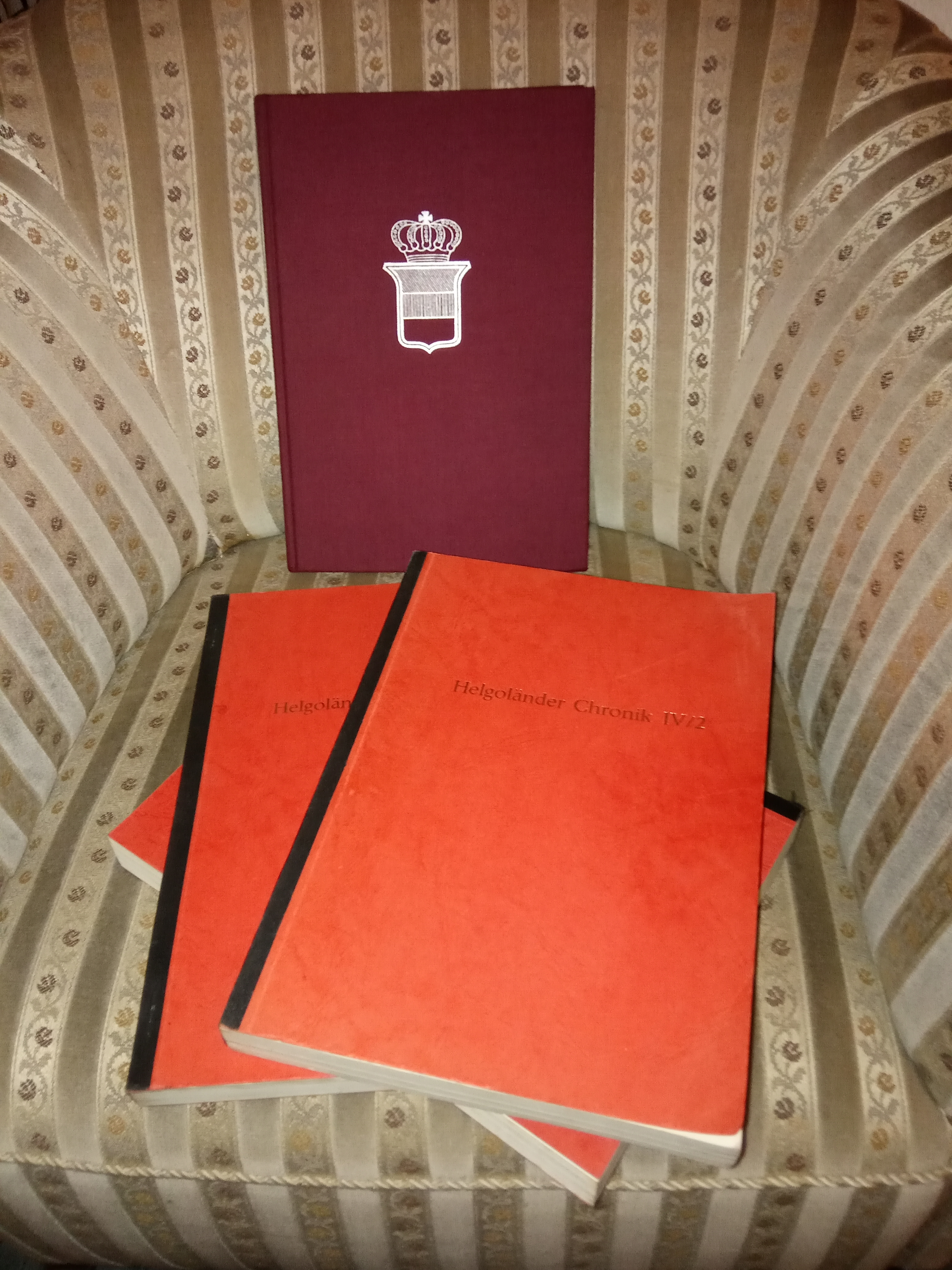
Liegend drei Bände der 1970er Kopienausgabe, stehend ein Band des 1980er Nachdrucks

- Band I: Bolzendahlsche Chronik, 761–1723, Kopie 1973, 160 Bl.
- Band II:  Seebadeanstalt Helgoland 1825–1872, Kopie 1975, 240 Bl.
- Band III: Die Englische Kronkolonie 1807–1890, Kopie 1976, 138 Bl.
- Band IV/1: Helgoland in deutscher Zeit 1890–1914, Kopie 1976, 150 Bl.
- Band IV/2: 1914–1933, Kopie 1976. 219 Bl. pag. bis 369

Weber rechnete die Bolzendahlsche Chronik, hier in Band I, nicht zu seiner Chronik. Der Band II dieser Ausgabe ist der sehr seltene Zusatzband mit Protokollen der Seebadeanstalt. Der Band III ist eine nachläufige Kurzfassung aus Webers Hand des 3. Bandes, er enthält nur die Chronologie und verweist auf die Hauptausgabe. Die Vorlage unterscheidet sich durch den Titel in Versalien, die Paginierung unten statt oben rechts und anderen Satz von dem Band der Hauptausgabe. Fehler wurden korrigiert.  Nur Band IV ist identisch mit dem entsprechenden Band der Hauptausgabe.
In den 1980er Jahren erschien neu gesetzt eine kleine vierbändige Ausgabe in einer Auflage von 1000 Exemplaren unter dem Originaltitel: Beiträge zur Geschichte der Insel Helgoland, ergänzt durch zeitgenössische Illustrationen ohne Quellenangabe, in dunkelrotem festem Leineneinband. Die Inhaltsverzeichnisse sind in der Nationalbibliothek Frankfurt online einsehbar.
- Teil 1, 1584–1700 Aus der Zeit der Herzöge Schleswig-Gottorp, Cuxhaven 1985, 72 Seiten,
- Teil 2, 1701–1800 Aus der dänischen Zeit, Cuxhaven 1986, 80 Seiten
- Teil 3, 1801–1890 Aus der englischen Zeit, Cuxhaven 1986, 144 Seiten
- Teil 4, 1890–1933 Helgoland in deutscher Zeit, Helgoland 1998, 160 Seiten

Vorlage sind nicht die oben angegebenen Hauptbände, sondern für die ersten drei Bände ein dreibändiges Typoskript von knapp 1000 Seiten aus den Jahren 1936, 1937 und 1938, das erheblich kleiner war wie die ersten drei oben beschriebenen Typoskripte aus den Jahren 1942–43 mit knapp 1500 Seiten. Es fehlen hier besonders die eigentlichen Chroniken, Schwerpunkt ist der Abdruck von Akten, der Untertitel lautet hier Eine chronologische Sammlung von Verordnungen, Urteilen und Nachrichten. Über die Vorlage für den vierten Band wird keine Angabe gemacht. Es wurde aber der entsprechende Band IV der Hauptausgabe samt Chronik ungekürzt nachgedruckt, der Untertitel lautet hier Eine Chronik der Insel Helgoland. Erstaunlich ist, dass selbst Herbert Huster seine große Kopie-Ausgabe der Hauptausgabe in seinen Vorworten nicht erwähnt. Auch auf die hier im letzten Band deutliche antisemitische und nationalsozialistische Ausrichtung wird nicht eingegangen.
Schon Weber war nicht immer zuverlässig bei der Abschrift der Akten, durch die erneute Abschrift sind weitere Fehler entstanden.